# French Open 1995
Wielkoszlemowy turniej tenisowy French Open w 1995 rozegrano w dniach 29 maja - 11 czerwca, na kortach im. Rolanda Garrosa.

## Zwycięzcy

### Gra pojedyncza mężczyzn
Thomas Muster (AUT) - Michael Chang (USA) 7-5, 6-2, 6-4

### Gra pojedyncza kobiet
Steffi Graf (GER) - Arantxa Sánchez Vicario (ESP) 7-5, 4-6, 6-0

### Gra podwójna mężczyzn
Jacco Eltingh / Paul Haarhuis (HOL) - Nicklas Kulti / Magnus Larsson (SWE) 6-7, 6-4, 6-1

### Gra podwójna kobiet
Gigi Fernández (USA) / Natalla Zwierawa (BLR) - Jana Novotná (CZE) / Arantxa Sánchez Vicario (ESP) 6-7(6), 6-4, 7-5

### Gra mieszana
Łarysa Neiland (LAT) / Todd Woodbridge (AUS) - Jill Hetherington / John-Laffnie de Jager 7-6 (8), 7-6 (4)

### Rozgrywki juniorskie
- chłopcy:

Mariano Zabaleta (ARG) - Mariano Puerta (ARG) 6-2, 6-3 
- dziewczęta:

Amélie Cocheteux (FRA) - Marlene Weingärtner (GER) 7-5, 6-4